# SN 2006lw
SN 2006lw – supernowa typu Ia odkryta 16 września 2006 roku w galaktyce A020833-0357. Jej maksymalna jasność wynosiła 21,48m.